# Ośrodek Badań Interdyscyplinarnych
Ośrodek Badań Interdyscyplinarnych (OBI) przy Wydziale Filozoficznym, Uniwersytetu Papieskiego Jana Pawła II w Krakowie. Jest instytucją naukowo-dydaktyczną.

## Historia
W swej krakowskiej rezydencji ks. kard. Karol Wojtyła rozwijał dialog
między nauką a myślą chrześcijańską. Po konklawe w 1978 roku,
ks. Michał Heller i ks. Józef Życiński organizowali Konwersatoria Interdyscyplinarne,
kontynuując w ten sposób krakowską tradycję dialogu między nauką a wiarą. Cieszące się dużym zainteresowaniem Konwersatoria
dały początek najpierw Ośrodkowi Studiów Interdyscyplinarnych (Center for Interdisciplinary Studies), a następnie Ośrodkowi Badań Interdyscyplinarnych.

## Działalność
OBI prowadzi badania w dziedzinach filozofii i historii nauki oraz
studiuje zagadnienia z pogranicza filozofii, teologii i nauk przyrodniczych.
Poprzez wykłady, seminaria i inne zajęcia dydaktyczne OBI przygotowuje
młodych uczonych do konkretnych prac badawczych.
OBI współpracuje z wieloma instytucjami naukowymi o podobnym ukierunkowaniu -
organizuje tak krajowe, jak i międzynarodowe sympozja, zjazdy i konferencje.

### Publikacje
OBI prowadzi także działalność wydawniczą. Wydaje pismo Zagadnienia Filozoficzne w Nauce. OBI, samodzielnie bądź we współpracy z innymi wydawnictwami, wydało wiele książek. Oto niektóre z nich:
| Autor / [red.]                                            | Tytuł | Miejsce wyd.    | Rok  |
| --------------------------------------------------------- | --- | --------------- | ---- |
| [red.] Heller Michał, Życiński Józef, Michalik Alicja     | Matematyczność przyrody. Materiały z sympozjum 'Dlaczego przyroda jest matematyczna?', Kraków 12-13 V 1989.                                          | Kraków, wyd.2   | 1992 |
| McMullin Ernan                                            | Ewolucja i stworzenie | Kraków, wyd.2   | 1993 |
| [red.] Heller Michał, Skoczny Włodzimierz, Życiński Józef | Spór o uniwersalia a nauka współczesna. Materiały z sympozjum pod tym samym tytułem, Kraków 11-12 V 1990.                                            | Kraków          | 1991 |
| Wolak Zbigniew                                            | Neotomizm a szkoła lwowsko--warszawska | Kraków          | 1993 |
| Dembek Jacek                                              | Przestrzeń i nieskończoność. Koncepcja matematyki H. Weyla i jej realizacja w pojęciu przestrzeni jako kontinuum                                     | Kraków          | 1994 |
| Kloch Józef                                               | Świadomość komputerów? Argument 'Chińskiego Pokoju' w krytyce mocnej sztucznej inteligencji według Johna Searla                                      | Kraków          | 1996 |
| Liana Zbigniew                                            | Koncepcja Logosu i natury w Szkole w Chartres. Heurystyczne funkcje chrześcijańskiej koncepcji Logosu w kształtowaniu się nowożytnego pojęcia natury | Kraków          | 1996 |
| Wójcik Bogusław                                           | Świadomość ponowoczesna i jej krytyka. Funkcjonalizm homunkularny w interpretacji świadomości Daniela C. Dennetta                                    | Tarnów          | 1997 |
| Sierotowicz Tadeusz                                       | Nauka a wiara - przestrzeń dialogu. Obrazy świata jako przestrzeń dialogu pomiędzy nauką i teologią                                                  | Tarnów          | 1997 |
| Wszołek Stanisław                                         | Nieusuwalność metafizyki. Logiczno-lingwistyczne debady Rudolfa Carnapa z Ludwikiem Wittgensteinem i Karlem R. Popperem                              | Tarnów          | 1998 |
| Mączka Janusz                                             | Od matematyki do filozofii. Twórcza droga Alfreda N. Whiteheada                                                                                      | Tarnów          | 1998 |
| Witczak Jerzy                                             | Eddington i teoria względności | Tarnów          | 1999 |
| Kępa Zbigniew                                             | Marksizm i ewolucja. 'Twórczy darwinizm' jako narzędzie propagandy antyreligijnej w latach 1948-1956                                                 | Tarnów          | 1999 |
| Dadaczyński Jerzy                                         | Matematyka w oczach filozofa. Jedenaście artykułów z filozofii matematyki                                                                            | Tarnów          | 2002 |
| Wójtowicz Krzysztof                                       | Platonizm matematyczny. Studium filozofii matematyki Kurta Gödla                                                                                     | Tarnów          | 2002 |
| Dębiec Jacek                                              | Mózg i matematyka | Tarnów          | 2002 |
| Janusz Robert                                             | Program dla Wszechświata. Filozoficzne aspekty języków obiektowych                                                                                   | Kraków          | 2002 |
| Obolevitch Teresa                                         | Nauka w poszukiwaniu metafizyki. Aspekty poznania naukowego w teorii wiedzy integralnej Włodzimierza Sołowjowa                                       | Tarnów          | 2004 |
| Piesko Maria                                              | Naukowa metafizyka Zygmunta Zawirskiego | Tarnów          | 2004 |
| Brożek Anna                                               | Symetria w muzyce czyli o pierwiastku racjonalnym w komponowaniu dzieł muzycznych                                                                    | Tarnów          | 2004 |
| Polak Paweł                                               | Dynamika nauki. Filozoficzne aspekty modelowania rozwoju nauki przy pomocy układów dynamicznych                                                      | Tarnów          | 2004 |
| Rodzeń Jacek                                              | Czy sukcesy nauki są cudem? Studium filozoficzno-metodologiczne argumentacji z sukcesu nauki na rzecz realizmu naukowego                             | Tarnów          | 2005 |
| Obolevitch Teresa                                         | Problematyczny konkordyzm. Wiara i wiedza w myśli Włodzimierza S. Wołowjowa i Siemiona L. Franka                                                     | Tarnów          | 2006 |
| Dadaczyński Jerzy                                         | Bernard Bozlano i idea logicyzmu | Tarnów          | 2006 |
| [red.] Coyne George V., Heller Michał, Życiński Józef     | The Galileo Affair: A Meeting of Faith and Science. Prodeedings of the Cracow Conference 24-27 May 1984                                              | Watykan         | 1985 |
| [red.] Coyne George V., Heller Michał, Życiński Józef     | Newton and the New Direction in Science. Proceedings of the Cracow Conference 25-28 May 1987                                                         | Watykan         | 1988 |
| Pedersen Olaf                                             | The Book of Nature [wykłady O. Pedersena na Coyne Lectures w Krakowie]                                                                               | Watykan         | 1992 |
| Heller Michał                                             | The New Physics and a New Theology | Watykan         | 1996 |
| Heller Michał, Życiński Józef                             | Wszechświat i filozofia | Kraków          | 1980 |
| [red.] Heller Michał, Życiński Józef                      | Drogi myślących | Kraków          | 1983 |
| [red.] Heller Michał, Michalik Alicja, Życiński Józef     | Filozofować w kontekście nauki | Kraków          | 1987 |
| [red.] Heller Michał, Życiński Józef                      | Wszechświat - maszyna czy myśl? | Kraków          | 1988 |
| Heller Michał, Życiński Józef                             | Dylematy ewolucji | Tarnów, wyd.2   | 1996 |
| [red.] Golda Zdzisław, Heller Michał                      | Kosmos i filozofia | Kraków - Tarnów | 1994 |
| [red.] Wolak Zbigniew                                     | Logika i metafizyka | Kraków - Tarnów | 1995 |
| Heller Michał                                             | Mechanika kwantowa dla filozofów | Kraków - Tarnów | 1996 |
| Pacholczyk Andrzej G.                                     | Wszechświat katastroficzny | Kraków - Tarnów | 1996 |
| Stoeger William R.                                        | The Laws of Nature, the Range of Human Knowledge and Divine Action                                                                                   | Tarnów          | 1996 |
| Pedersen Olaf                                             | Konflikt czy symbioza? | Kraków - Tarnów | 1997 |
| [red.] Heller Michał, Urbaniec Jacek                      | Otwarta nauka i jej zwolennicy | Kraków - Tarnów | 1996 |
| [red.] Heller Michał, Mączka Janusz, Urbaniec Jacek       | Granice nauki | Kraków - Tarnów | 1997 |
| [red.] Heller Michał, Mączka Janusz, Urbaniec Jacek       | Sensy i nonsensy w nauce i filozofii | Kraków - Tarnów | 1999 |
| [red.] Liana Zbigniew, Michalik Alicja                    | Filozofia a nauka w myśli księdza Kazimierza Kłósaka                                                                                                 | Kraków - Tarnów | 2004 |
| Heller Michał                                             | Czy Wszechświat jest indeterministyczny? | [wydruk]        | 1988 |
| [red.] Głódź Małgorzata, Heller Michał, Życiński Józef    | Materiały z II europejskiego sympozjum 'Nauka a wiara' w Enschede, 10-13 III 1988                                                                    | [wydruk]        | 1988 |
| Heller Michał                                             | Nowa fizyka - perspektywy trwającej rewolucji | [wydruk]        | 1988 |
| Życiński Józef                                            | U źródeł panenteizmu chrześcijańskiego | [wydruk]        | 1988 |
| Życiński Józef                                            | Sacrum i przyroda. U źródeł rozdarcia intelektualnego                                                                                                | [wydruk]        | 1988 |
| Heller Michał                                             | Aleksander Koyré - filozoficzna droga historyka nauki                                                                                                | [wydruk]        | 1990 |

## Współpraca naukowa OBI
Niektóre zagraniczne ośrodki współpracujące z OBI:
- Watykańskie Obserwatorium Astronomiczne
- European Society for the Study of Science and Theology
- Pachart Foundation

## Źródła i odsyłacze

### Literatura dodatkowa
- F. Krauze, Jedna Prawda, Dwie Księgi – Nauki przyrodnicze a teologia w Ośrodku Badań Interdyscyplinarnych Papieskiej Akademii Teologicznej w Krakowie, Kraków 2008.